# Muumuu

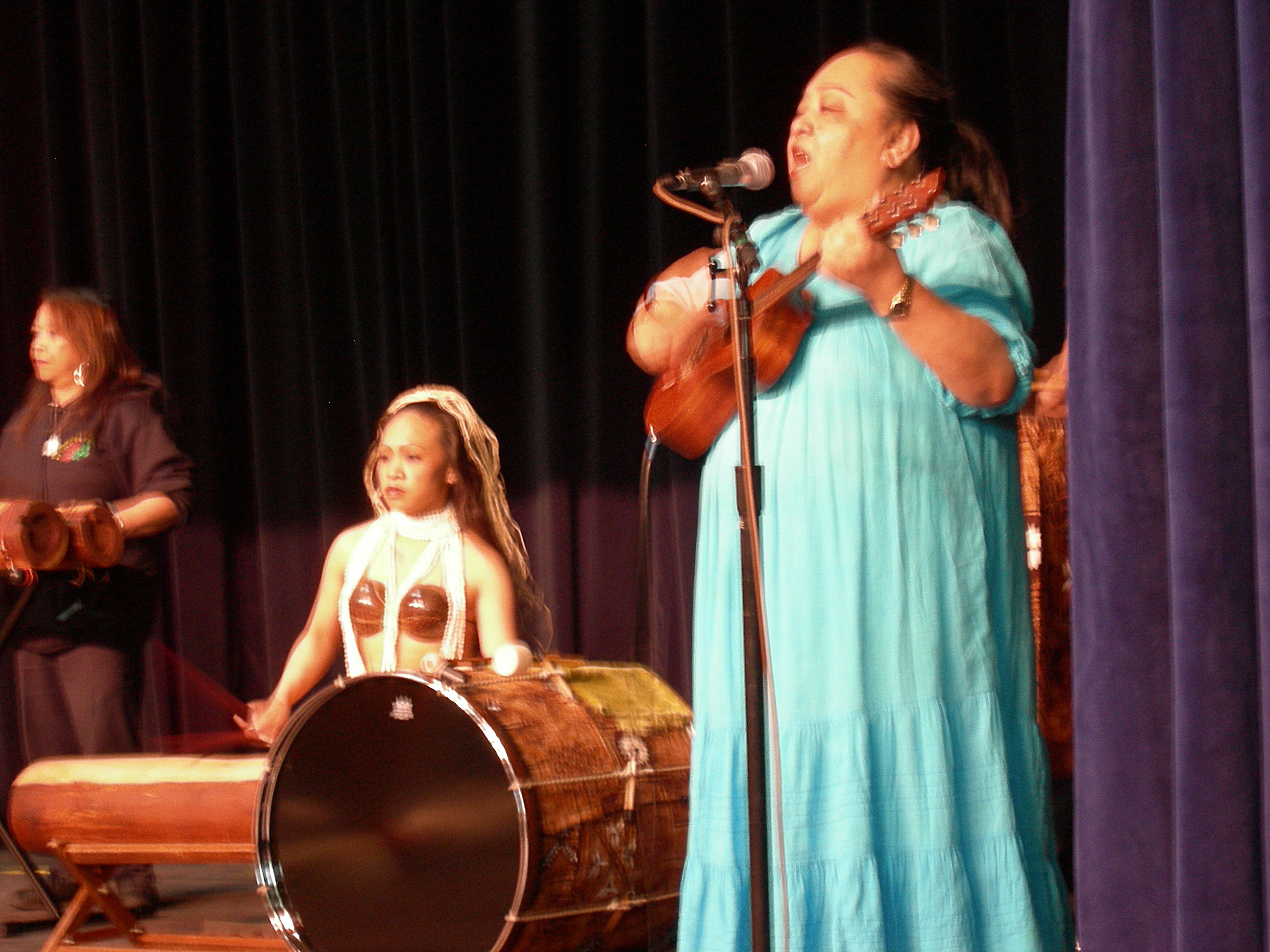
Une chanteuse hawaïenne vêtue d'un muumuu et jouant du ukulélé.

Le muumuu ou muʻumuʻu est une robe ample traditionnelle originaire des îles d'Hawaï. La robe fait partie, avec la chemise hawaïenne, du style vestimentaire « aloha » caractérisé par des motifs floraux polynésiens. À Hawaï, les muumuus ne sont pas aussi largement portés que les chemises hawaïenne, mais continuent d'être une robe populaire pour les rassemblements sociaux, le culte et les festivals tels que le concours de hula Merrie Monarch (en).

## Étymologie et histoire
Le mot mu'umu'u signifie « coupé » en hawaïen. La robe, qui était à l'origine utilisée comme sous-vêtement, robe de maison, chemise de nuit, maillot de bain ou de chemise pour une robe mission, manquait d'empiècement , et pouvait comporter ou non des manches courtes. Le muumuu est fabriqué à partir de coton blanc, léger et solide. Le terme holokū est le nom hawaïen donné à la robe mission introduite par les missionnaires protestants à Hawaï dans les années 1820 . Contrairement au muumuu, le holokū comporte des manches longues et une  longue taille non ajustée, tombant d'un empiècement, à col haut. Il était porté par les membres de la noblesse ainsi que par les gens ordinaires. Dans les années 1870, le holokū porté par la noblesse adopte une taille plus ajustée et souvent une traîne de sept ou huit mètres de longueur pour le soir, et comprend des volants et des garnitures, tandis que le modeste holokū ample sans traîne continue d'être largement porté par les femmes de toutes les classes comme tenue quotidienne. Au fil du temps, avec l'introduction des tissus imprimés, le muumuu, essentiellement une version raccourcie et plus confortable du holokū, a gagné en popularité comme tenue quotidienne.
Ce vêtement est mentionné par David Lodge dans son roman "Changement de décor", pour des événements qui se déroulent en 1969 aux États-Unis.